# Daniel Denton

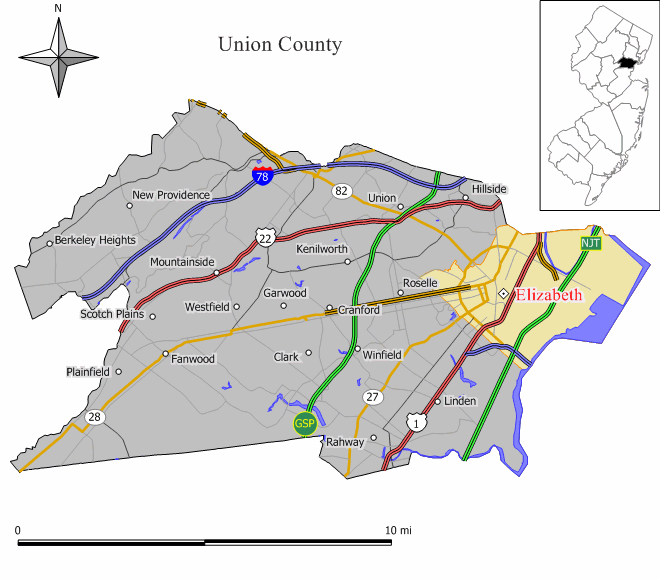
Elizabeth (New Jersey)

Daniel Denton (ca. 1626 – 1703) was een vroege Amerikaanse kolonist die een expeditie leidde naar het binnenland van noordelijk New Jersey. Op 28 oktober 1664 kocht hij samen met John Baily en Luke Watson in de streek rond het tegenwoordige Elizabeth in New Jersey een stuk grond van de indianen, dat ze Elizabethtown Tract noemden. Hij was ook de auteur van de eerste Engelstalige beschrijving van de streek: "Brief Description of New York (1670)", dat te beschouwen is als een van de vroegste vormen van Amerikaanse literatuur.